# 根地咬
根地咬是座落在马来西亚沙巴州内陆省的一座城镇，是内陆省七个县中最大的县市之一，也曾经是英国殖民地和二战日军的重要行政中心。

## 历史
过去北婆罗洲（英语：North Borneo）在1881年开始被英国统治，根地咬在1900年成为英国人最重要的行政中心。来到二战时期，1942年至1945年，日本人侵占了沙巴州，日军将根地咬列为日军重要的行政中心。二战结束后，英国再次统治沙巴直到1963年9月16日脱离英国统治，加入了马来西亚联邦，在马来西亚沙巴内政部政府的带领之下发展。

## 地理

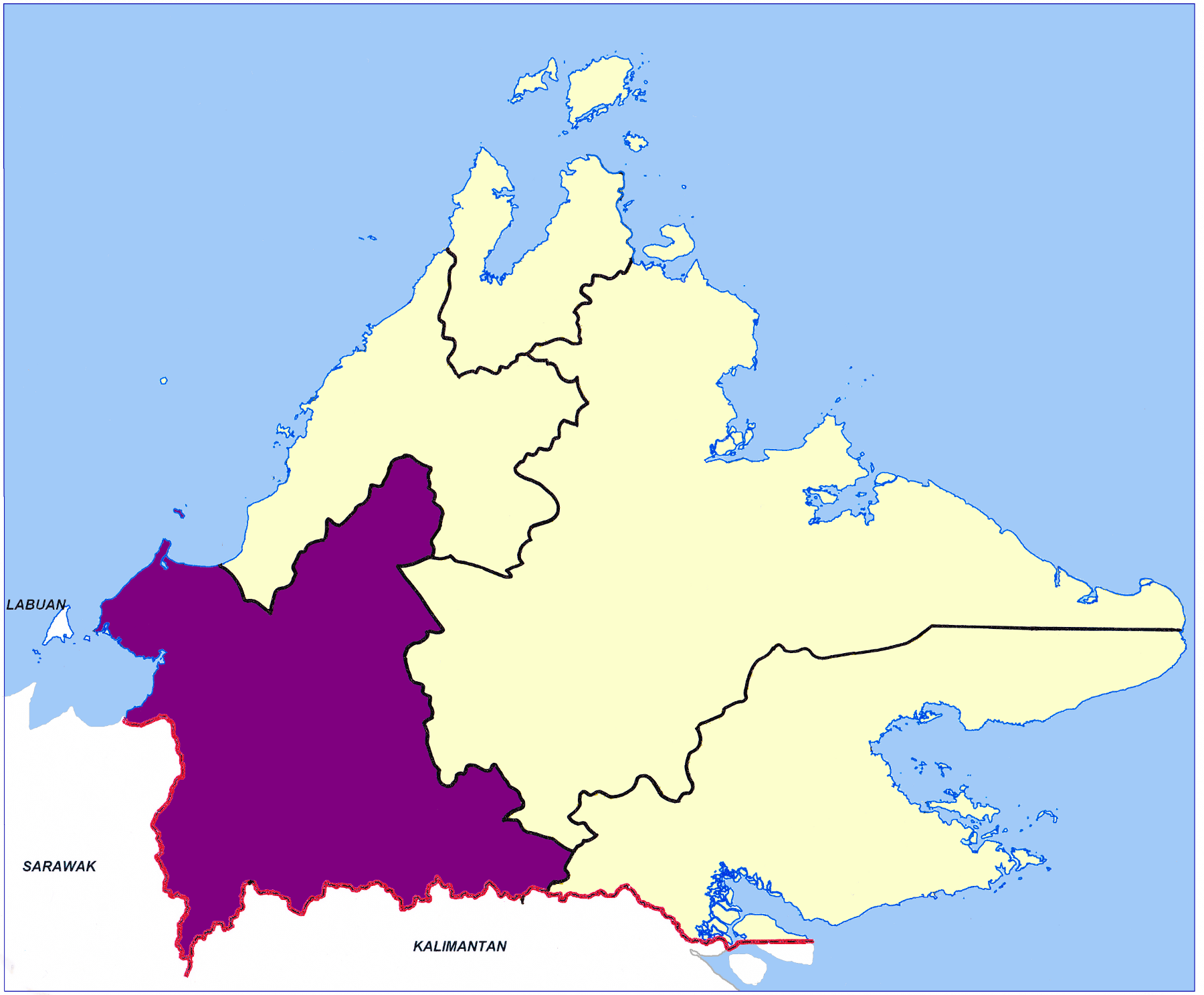

座落在山谷中的根地咬占地面积 3532.82 平方公里 (1364平方英里)，位于克拉克山和Trus Madi山包围之间，也被当地人称为'山城'。
内陆省是馬來西亞沙巴州五個省之一，面积18,298平方公里，由根底咬、淡布南、納巴灣、丹南、保佛、實必丹、瓜拉班尤七个县组成。